# Klemmgerät

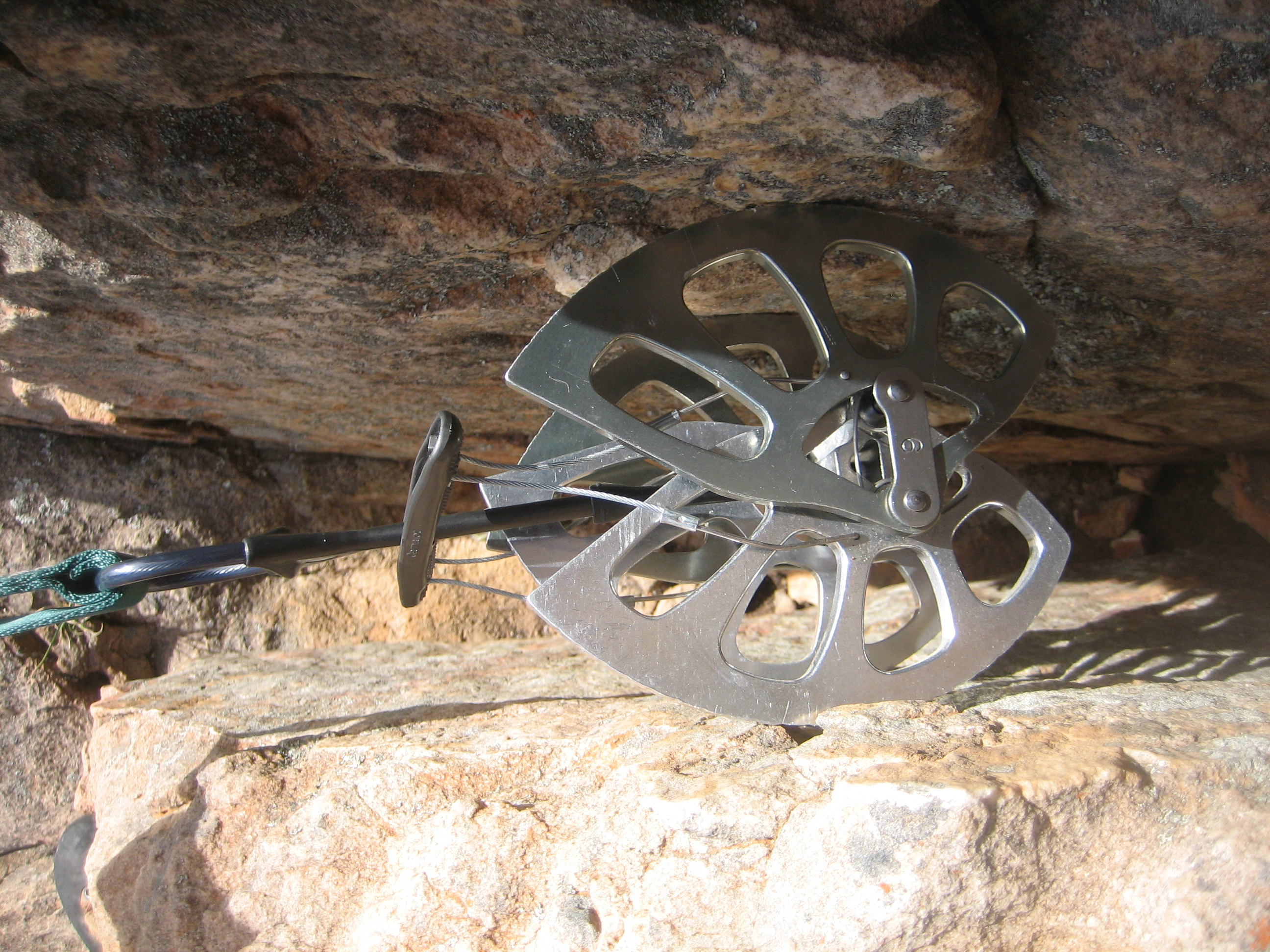
Klemmgerät in einem Felsriss, die Belastung ist nach links gerichtet

Ein Klemmgerät ist ein aktives, mobiles Sicherungsmittel, das beim Felsklettern zur Anbringung eines Fixpunktes dient. Es verfügt im Gegensatz zum Klemmkeil über einen Federmechanismus.

## Funktionsprinzip

Skizze eines Friends in einem Riss

Klemmgeräte erzeugen eine reibschlüssige Verbindung zum Felsen durch das Kniehebelprinzip. Dieses erzeugt im Sturzfall eine Reibungskraft auf den Felsen, die proportional einem Vielfachen der Sturzkraft entspricht. Die Bogenform der Segmente folgt einer logarithmischen Spirale, so dass der Berührungswinkel an den Felswänden immer gleich bleibt, unabhängig von der Rissbreite.
Durch den hohen Reibschluss ist kein Formschluss nötig und ein Klemmgerät hält auch in Rissen mit parallelen oder sogar sich leicht öffnenden Wänden.

Federmechanismus

Der Federmechanismus erlaubt das Einsetzen in verschieden breite Risse. Er hält das Gerät im Felsen, wenn es nicht belastet wird. Im Falle eines Sturzes ist die Federkraft vernachlässigbar. Zum Einsetzen und Entfernen des Klemmgeräts werden die Segmente über den sogenannten Trigger von der Feder entlastet.

## Geschichte
Die ersten Klemmgeräte entwarf der Kletterer Greg Lowe im Jahr 1967 und vertrieb sie in kleinem Rahmen mit seinem Bruder Mike. Diese besaßen zwei einander entgegengesetzte Segmente und die Bedienung erfolgte über ein Kabel. Die Bogenform der logarithmischen Spirale entnahm Lowe vermutlich dem Bremsmechanismus von Steigklemmen.
Anfang der 70er besuchte der Raumfahrtingenieur Ray Jardine, der auch seit 1971 mit Klemmgeräten experimentierte, seinen Kletterfreund Mike Lowe zum Abendessen. Dessen Brüder waren auch anwesend und sie zeigten Jardine ihre Erfindung, nachdem dieser eine Verschwiegenheitserklärung unterschrieben hatte. Jardine erkannte das Potential der besonderen Bogenform und kaufte drei Exemplare. Für eigene Verwendung baute er in den folgenden Jahren weitere Prototypen und verbesserte das System mit einem Federmechanismus und vier Segmenten, die deutlich stabiler im Riss saßen und seltener herausfielen.
1977 wurde Mark Vallance auf das neue Sicherungsmittel aufmerksam und war von dem Marktpotential überzeugt. Er lud Jardine nach England ein, gründete Wild Country, die Jardines Geräte unter dem Namen „Friends“ einem breiten Publikum anbot.
Dabei konnte Jardine lediglich den Federmechanismus patentieren.
Auch wenn die Bogenform der Knackpunkt der Erfindung ist, weist sie als mathematische Kurve, der logarithmischen Spirale, nicht die notwendige Erfindungshöhe auf. Darum kamen die Brüder Lowe nicht zu dem wirtschaftlichen Genuss ihrer Erfindung.
Erst seit Einführung der Klemmgeräte ist die Begehung mancher Routen im Clean Stil möglich geworden. Dazu zählen die vielen Routen im Yosemite-Nationalpark mit ihren parallelen Rissen.

## Anwendung
Zum Platzieren eines Klemmgeräts zieht der Vorsteiger die Segmente mittels des Federmechanismus an und setzt ihn in den Riss. Im Gegensatz zu Klemmkeilen kann ein Klemmgerät einen größeren Bereich an Rissbreiten abdecken. Zu beachten ist allerdings, dass die Segmente nicht vollständig offen oder vollständig zusammengedrückt im Spalt stecken. Außerdem müssen alle Segmente Kontakt zum Fels haben.
An die Schlaufe bringt der Kletterer ein Expressset an. Um das Gerät möglichst von der Bewegung des Seils zu entkoppeln, wählt man eine etwas längere Expressschlinge.
Die Anpresskraft des Gerätes kann im Falle eines Sturzes sehr groß sein. Der Fels muss robust genug sein, um dieser Sprengwirkung zu widerstehen. Insbesondere beim Platzieren hinter Felsschuppen ist daher Vorsicht geboten. Der Untergrund (Kontaktfläche) sollte staub- und bewuchsfrei sein. Zum Entfernen des Gerätes wird am Trigger gezogen, der die Segmente anlegt, so dass sie den Fels nicht mehr berühren. Der Kletterer benötigt einige Erfahrung, um die Zuverlässigkeit des platzierten Klemmgerätes sicher zu beurteilen.

## Klemmbereich und Größen

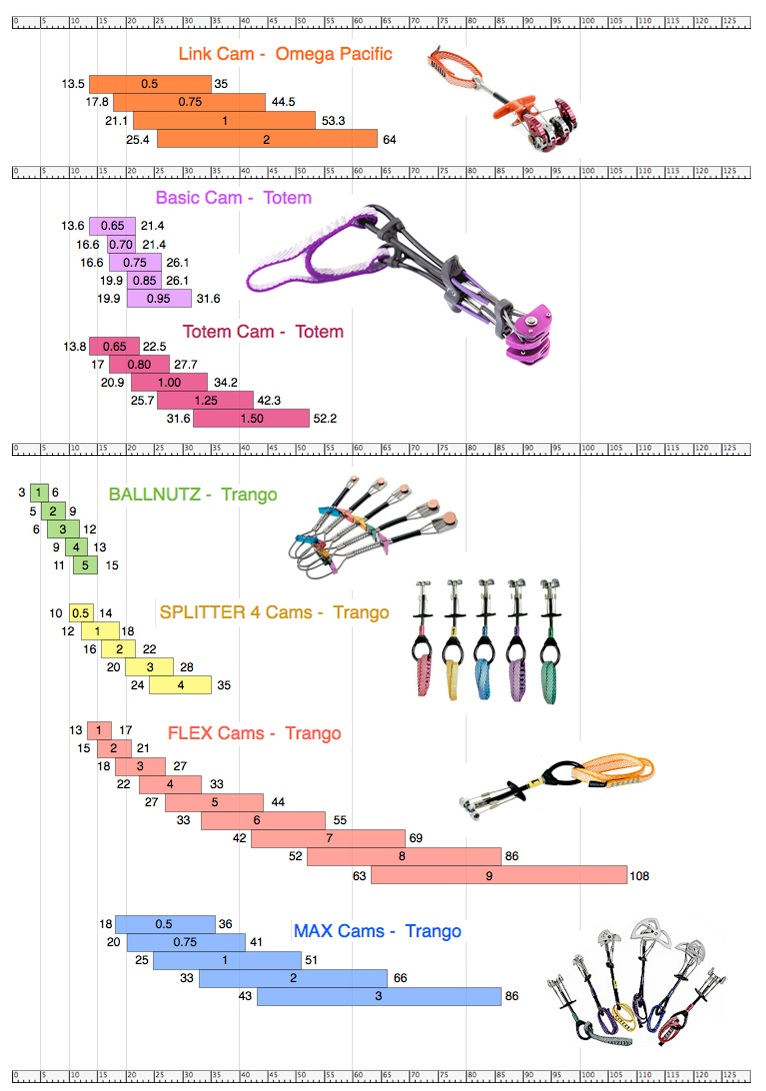
Rissbreitenbereiche verschiedener Größen

Um unterschiedlich weite Rissbreiten absichern zu können, werden alle Klemmgeräte in unterschiedlichen Größen angeboten. Die verschiedenen Größen werden von den Herstellern der Einfachheit halber durchnummeriert. Ein Friend der Größe #2 deckt beispielsweise den Bereich von 29 bis 44 mm ab. Ein Camalot der Größe #2 deckt 37 bis 65 mm ab. Die Größenangaben der verschiedenen Hersteller haben unterschiedliche Klemmbereiche. Das ist zu beachten, wenn in Kletterführern Größenangaben zu benötigten Friends gemacht werden.

## Marken, Hersteller und Typen
- Der Name Friend ist eine Produktbezeichnung der Firma Wild Country. Mit dem Friend wurde Ende der 1970er Jahre zum ersten Mal ein Klemmgerät auf den Markt gebracht.
- Klemmgeräte der Marke Camalot stammen von dem Hersteller Black Diamond. Bei Camalots der neueren Generation sind die Drehpunkte der Klemmbacken auf zwei Achsen verteilt, statt einer, wie bei anderen vergleichbaren Klemmgeräten. Dadurch soll eine bessere Klemmwirkung und damit Sicherheit erreicht werden.
- Link Cams sind Klemmgeräte ähnlich den Camalots, Friends oder Aliens. Mit einem Grundwinkel von 13,5° sorgen Link Cams dafür, dass ohne großen Krafteinsatz der Hand die gesamte Spannweite ausgenutzt werden kann. Es sind vier Klemmbacken in drei Segmente aufgeteilt. Diese jeweils drei Segmente in verschiedenen Größen können ab- und wieder aufgewickelt werden. Die Spannweite des Klemmgerätes kann damit auf einfache Weise wesentlich erweitert werden.

## Klemmgeräte verschiedener Hersteller und deren Größen im Vergleich
| DMM Dragon Cam                 | 00 = 13,6 – 22,5 mm  | 0 = 16 – 26,7 mm     | 1 = 20 – 33 mm       | 2 = 24 – 41 mm        | 3 = 29 – 50 mm     | 4 = 38 – 64 mm     | 5 = 50 – 85 mm     | 6 = 68 – 114 mm   |                     |
| Black Diamond Camalot          | 0,3 = 13,8 – 23,4 mm | 0,4 = 15,5 – 26,7 mm | 0,5 = 19,6 – 33,5 mm | 0,75 = 23,9 – 41,2 mm | 1 = 30,2 – 52,1 mm | 2 = 37,2 – 64,9 mm | 3 = 50,7 – 87,9 mm | 4 = 66 – 114,7 mm | 5 = 85,4 – 148,5 mm |
| Wild Country Technical Friends | 0 + 0,5              | 0,5 + 1              | 1 + 1,25             | 1,75                  | 2 + 2,5            | 2,5 + 3            | 3,5                | 4 + (5)*          | 5 + (6)             |
| Rock Empire                    | 0,5 + (0,75)         | 0,75 + (1)           | 1 + (2)              | 2                     | (2) + 3            | 3 + 4              | 4 + 5              | 5 + 6             | 6 + 7               |

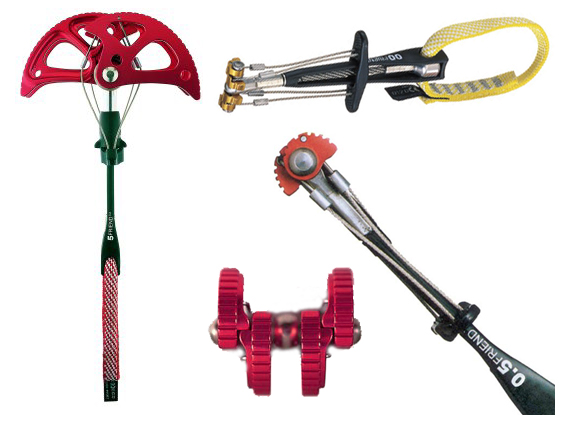
Friends in verschiedenen Größen

Die in Klammern angegebenen Größen zeigen an, dass für den angegebenen Einsatzbereich noch ein weiteres Klemmgerät gebraucht wird. Werden zwei Größen ohne Klammern angegeben, sind beide Größen in ungefähr gleichen Teilen notwendig, um den Einsatzbereich des Camalot zu erreichen.

## Bauformen
Der ursprüngliche Friend besitzt eine Achse, an der sich vier Segmente befinden, wobei jeweils zwei Segmente nach links und zwei nach rechts ausgerichtet sind. Friends der neuen Generation haben zwei Achsen und sitzen folglich stabiler im Fels und haben einen größeren Klemmbereich als ihre Vorgänger.
Der Camalot besitzt zwei Achsen, an denen sich jeweils zwei Segmente befinden. An der linken Achse befinden sich die Segmente, die nach rechts ausgerichtet sind und umgekehrt. Durch diese Bauform kann ein größerer Klemmbereich abgedeckt werden als bei den ersten Friends. Die zweite Achse führt allerdings auch zu einem höheren Gewicht.
Der Link Cam besitzt eine Achse, an der sich wie beim Friend vier Segmente befinden. Die Segmente sind wiederum aus kleineren Segmenten zusammengesetzt. Dadurch können die Segmente auf- und abgewickelt werden. Diese Bauform führt zu einem besonders großen Klemmbereich.
Der BigBro besitzt eine vollkommen andere Bauform ohne Achse und Segmente und ähnelt einem schräg verklemmten Rohr. Mit BigBros können Risse bis zu einer Breite von 467 mm abgesichert werden.